# His Wife’s Lover
His Wife’s Lover ist eine US-amerikanische Filmkomödie in jiddischer Sprache von 1931.
Regisseur Sidney M. Goldin erzählt nach dem Stück The Guardsman von Ferenc Molnár die Geschichte eines Mannes, der sich in einer Verkleidung seiner Freundin nähert, um ihre Treue zu testen.
Der jiddische Titel Zajn Vajbs Lubovnik schließt an den Titel einer jiddischen Stummfilmkomödie von 1913 Zajn wajbs man in der Regie von Abraham Izaak Kamiński an.